# Aaron Ellis
Aaron Adriaan Ellis (* 15. September 1995 in Valparaiso, Indiana) ist ein US-amerikanischer American-Football-Spieler auf der Position des Quarterbacks. Er spielte für die St. Francis Fighting Saints in der NAIA Division II College-Football. 2022 wurde er als wertvollster Spieler der japanischen X-League Area ausgezeichnet. Ellis gilt als klassischer Pocket-Passer.

## Werdegang

### Jugend
Ellis begann seine College-Karriere am Saint Joseph’s College in Rensselaer, wo er als Backup-Quarterback fungierte. Aufgrund finanzieller Schwierigkeiten wurde das College geschlossen, sodass sich Ellis ein neues Team suchen musste. Dieses fand er bei den Fightings Saints an der University of St. Francis in Joliet, die ihm ein Stipendium angeboten hatten. In seinem ersten Jahr wurde Ellis für die letzten sieben Saisonspiele zum Starting Quarterback ernannt und konnte diese Rolle mit 21 Touchdown-Pässen bei vier Interceptions effizient ausfüllen. Insgesamt brachte er in seinen zwei Jahren bei den Fighting Saints 153 Pässe für 2.380 Yards und 27 Touchdowns an.

### Herren
Im April 2019 unterzeichnete Ellis einen Vertrag bei den Frederikssund Oaks aus der höchsten dänischen Liga, der National Ligaen. Nach fünf Spielen konnte Ellis 1.300 Passing Yards für zwölf Touchdowns bei vier Interceptions sowie 487 Rushing Yards vorweisen. Aufgrund einer zu geringen Anzahl an Spielern mussten sich die Oaks jedoch aus dem Spielbetrieb zurückziehen. Zur Saison 2020 unterschrieb er bei den Ostrava Steelers aus der tschechischen Liga, deren Saison schließlich vor Beginn aufgrund der COVID-19-Pandemie abgesagt wurde. Im Oktober 2020 wechselte Ellis für die Saison 2021 zu den Søllerød Gold Diggers. Nachdem er die ersten beiden Saisonspiele gewinnen konnte und dabei auch als Starting Quarterback auf dem Platz stand, trennten sich Ellis und die Gold Diggers noch vor dem dritten Spiel. Wenige Wochen später nahmen ihn die Rovaniemi Nordmen unter Vertrag, für die er jedoch nie zum Einsatz kam.
Denn nur wenige Tage nach seinem Wechsel nach Finnland wurde Ellis von der Stuttgart Surge unter Cheftrainer Martin Hanselmann verpflichtet, um die restlichen acht Spiele der historisch ersten Saison der European League of Football 2021 zu absolvieren. Sein erster Pass in der ELF wurde von Louis Geyer gefangen und direkt zum Touchdown getragen. Im weiteren Saisonverlauf taten sich Ellis und die Surge schwer, ein stimmiges offensives Spielkonzept zu entwickeln. Dies führte auch zu einer hohen Anzahl an Sacks, die gegen Ellis erzielt wurden. Schließlich kam er auf 82 Passkomplettierungen bei 161 Versuchen und neun Touchdowns bei sieben Interceptions. Gemeinsam mit der Surge verpasste er bei einer Siegesbilanz von 2-8 die Playoffs deutlich.
Bereits Mitte September schloss sich Ellis den Bucharest Rebels aus der höchsten rumänischen Liga an, deren Saison im Herbst ausgespielt wurde. Beim dritten Saisonspiel gegen die Cluj Crusaders warf Ellis Pässe für 535 Yards und 10 Touchdowns, vier davon auf Alpha Jalloh. Ellis wurde mit den Rebels rumänischer Meister. Anfang Dezember wurde er von den Telfs Patriots aus der Austrian Football League für die Saison 2022 verpflichtet. Ellis wurde dabei auch ins Coaching des Nachwuchses eingebunden. Bei seinem Debüt am 2. April 2022 führte er sein Team mit 419 Passing Yards, fünf Touchdown-Pässen und einem Rushing Touchdown zum 44:42-Sieg gegen die Swarco Raiders. Die reguläre Saison schloss er mit den zweitmeisten Passing Yards (2.635), den meisten Touchdown-Pässen (31) und den wenigsten Interceptions (4) unter den Starting Quarterbacks ab. Mit den Patriots erreichte er zudem den vierten Platz in der Abschlusstabelle, womit sie sich für die Playoffs qualifizierten. Damit waren die Patriots das erste Team in der Geschichte der AFL, das als Aufsteiger die Playoffs erreichte. Nach der Halbfinalniederlage gegen die Danube Dragons verloren die Patriots auch im Spiel um Platz drei gegen die Prague Black Panthers. In den beiden Playoffs-Spielen verzeichnete Ellis insgesamt 521 Passing Yards für fünf Touchdowns und keiner Interception. Ellis wurde teamintern als Offensivspieler des Jahres ausgezeichnet.
Anfang August wurde Ellis von den Dentsu Caterpillars aus der japanischen X-League Area verpflichtet. Dort führte er sein Team zum Gewinn der Zweitligameisterschaft und zum Aufstieg in die X-League Super. Anschließend wurde er als wertvollster Spieler der Liga (MVP) ausgezeichnet. Zur AFL-Saison 2023 kehrte er zu den Telfs Patriots zurück.

## Statistiken
| Jahr                                                                    | Team                 | Spiele 1 | Passspiel | Passspiel | Passspiel | Passspiel | Passspiel | Passspiel | Passspiel | Passspiel | Passspiel | Laufspiel | Laufspiel | Laufspiel | Laufspiel |
| Jahr                                                                    | Team                 | Spiele 1 | Komp.     | Versuche  | Quote     | Yards     | Ø je V    | TD        | INT       | Sacks     | RTG       | Läufe     | Yards     | Schnitt   | TD        |
| ----------------------------------------------------------------------- | -------------------- | -------- | --------- | --------- | --------- | --------- | --------- | --------- | --------- | --------- | --------- | --------- | --------- | --------- | --------- |
| European League of Football                                             |                      |          |           |           |           |           |           |           |           |           |           |           |           |           |           |
| 2021                                                                    | Stuttgart Surge      | 07       | 082       | 161       | 50.93     | 1.173     | 14,3      | 09        | 7         | 33        | 075.40    | 33        | 161       | 4,9       | 0         |
| ELF Gesamt                                                              | ELF Gesamt           | 07       | 082       | 161       | 50.93     | 1.173     | 14,3      | 09        | 7         | 33        | 075.40    | 33        | 161       | 4,9       | 0         |
| Austrian Football League                                                |                      |          |           |           |           |           |           |           |           |           |           |           |           |           |           |
| 2022                                                                    | Telfs Patriots       | 10       | 165       | 287       | 57.49     | 2.635     | 10,9      | 31        | 4         | –         | 118.4     | 54        | 248       | 2,8       | 3         |
| AFL Gesamt                                                              | AFL Gesamt           | 10       | 165       | 287       | 57.49     | 2.635     | 10,9      | 31        | 4         | –         | 118.4     | 54        | 248       | 2,8       | 3         |
| X-League Area                                                           |                      |          |           |           |           |           |           |           |           |           |           |           |           |           |           |
| 2022                                                                    | Dentsu Caterpillars  | 07       | 114       | 175       | 65.10     | 1.528     | 13,4      | 17        | 1         |           | 122.8     |           |           |           |           |
| X-League Area Gesamt                                                    | X-League Area Gesamt | 07       | 114       | 175       | 65.10     | 1.528     | 13,4      | 17        | 1         |           | 122.8     |           |           |           |           |
| Quellen: stats.europeanleague.football, gameday.football.at, xleague.jp |                      |          |           |           |           |           |           |           |           |           |           |           |           |           |           |